# Parahelichus fenyesi
Parahelichus fenyesi är en skalbaggsart som först beskrevs av Edmund Reitter 1894.  Parahelichus fenyesi ingår i släktet Parahelichus och familjen öronbaggar. Inga underarter finns listade i Catalogue of Life.